# بایانو (بازیکن فوتبال، زاده ۱۹۷۸)
درمیوال آلمیدا لیما (به پرتغالی: Dermival Almeida Lima) مدافع اهل برزیل است که در شهر کاپیم گروسو، باهیا و در تاریخ ۲۸ ژوئن ۱۹۷۸ به دنیا آمده‌است. بایانو در تیم‌های فوتبال سانتوس سابقهٔ حضور دارد.